# Lobophyllia
Lobophyllia es un género de corales duros de la familia Lobophylliidae.
Su esqueleto es macizo y está compuesto de carbonato cálcico. Tras la muerte del coral, su esqueleto contribuye a la generación de nuevos arrecifes en la naturaleza, debido a que la acción del CO2 convierte muy lentamente su esqueleto en bicarbonato cálcico, sustancia ésta asimilable directamente por las colonias coralinas.
Su nombre común en inglés es "brain coral", coral cerebro, debido al aspecto distintivo de sus grandes pólipos, que recuerdan a las formas de un cerebro. Algunas de sus especies se comercializan en el mercado de acuariofilia.

## Especies
Este género tiene 9 especies reconocidas y una especie nomen nudum, según el Registro Mundial de Especies Marinas, siendo valoradas por la UICN en los siguientes estados de conservación:
- Lobophyllia corymbosa. (Forskal, 1775). Estado: Preocupación menor.
- Lobophyllia dentata. Veron, 2002. Estado: Vulnerable A4c.
- Lobophyllia diminuta. Veron, 1985. Estado: Vulnerable A4ce.
- Lobophyllia flabelliformis. Veron, 2002. Estado: Vulnerable A4ce.
- Lobophyllia hataii. Yabe, Sugiyama & Eguchi, 1936. Estado: Preocupación menor.
- Lobophyllia hemprichii. (Ehrenberg, 1834). Estado: Preocupación menor.
- Lobophyllia pachysepta. Chevalier, 1975. Estado: Casi amenazada.
- Lobophyllia robusta. Yabe, Sugiyama & Eguchi, 1936. Estado: Preocupación menor.
- Lobophyllia serrata. Veron, 2002. Estado: En peligro A4c.

- Lobophyllia grandis Latypov, 2011 (nomen nudum)

## Morfología

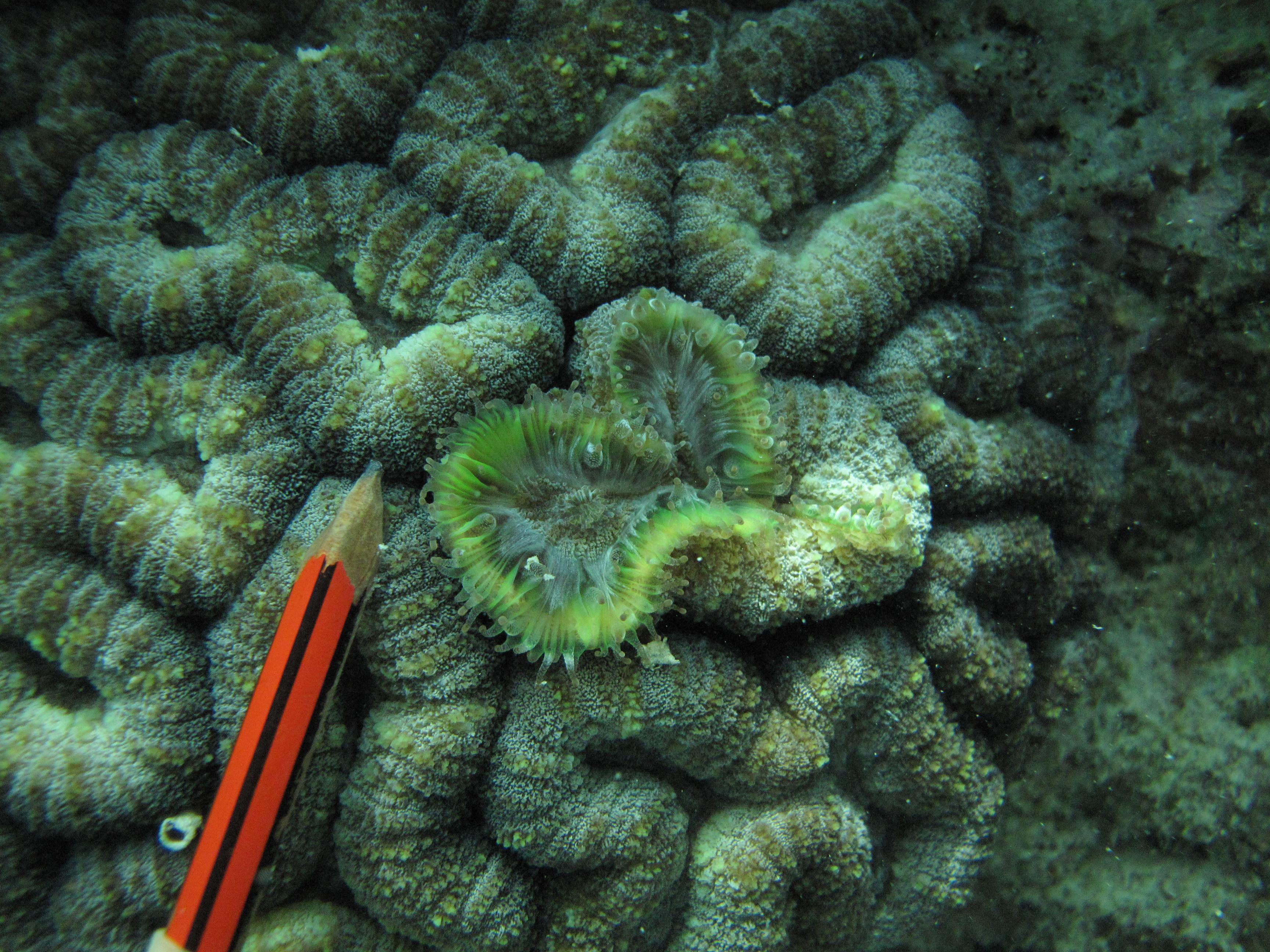
L. hemprichii con un pólipo expandido dejando ver sus tentáculos. Isla Poruma, Estrecho de Torres, Australia

Estas colonias coralinas tienen diversas formas de tipo flabelo-meandroide o faceloide. Tanto aplanadas como en forma de loma. Los coralitos y/o los valles son grandes, con septa también grandes y con dientes largos. Los centros de la columela son amplios y compactos.
Tienen grandes pólipos de aspecto carnoso, que, en ocasiones, alcanzan un tamaño superior a los 30 cm, y tienen varias bocas. 
Si le es necesario, exhibe tentáculos "barredores" para defenderse de otros corales adyacentes cuando entra en contacto con ellos. Los tentáculos para atrapar presas del plancton se sitúan en los márgenes del tejido oral del pólipo , suelen tener puntas blancas, y se despliegan normalmente solo de noche. 
Los colores del tejido del pólipo son verde, marrón, rojo oscuro, naranja, blanco, azul o gris.

## Hábitat
Habitan los arrecifes de coral, por lo que requieren de aguas oligotróficas (pobres en nutrientes), bien oxigenadas, con baja carga de sedimento, de alta transparencia, y con una temperatura no menor a los 20 °C en su media anual.
Este género puede encontrarse en diferentes hábitats, pero es más común en las laderas superiores y externas del arrecife. Aparece en entornos tanto vertical como horizontalmente. Lo normal es encontrarlos en áreas protegidas.
Su rango de profundidad es de 0 a 71.5 m, y su rango de temperatura entre  22.21 y 28.95 °C.

## Distribución geográfica
Su distribución geográfica comprende el Indo-Pacífico tropical, desde la costa este africana, incluido el Mar Rojo, el Golfo de Aden, mares de la China (el meridional y el oriental), Indonesia, norte y este de Australia, Japón y hasta la isla de Pascua en el Pacífico.

## Alimentación
Los pólipos contienen algas simbióticas llamadas zooxantelas. Las algas realizan la fotosíntesis produciendo oxígeno y azúcares, que son aprovechados por los pólipos, y se alimentan de los catabolitos del coral (especialmente fósforo y nitrógeno). Esto les proporciona entre el 75 y el 95% de sus necesidades alimenticias. El resto lo obtienen atrapando plancton y materia orgánica disuelta del agua.

## Reproducción
Se reproduce  tanto sexual como asexualmente. Liberando al agua tanto huevos como esperma,  para que se fertilicen. Hecho que suele suceder en primavera o verano, días después de la luna llena. Los huevos fertilizados se convierten en larvas que circulan en la columna de agua, antes de establecerse y convertirse en pólipos. Posteriormente, el pólipo genera un esqueleto, o coralito, y se reproduce asexualmente por gemación, dando origen a la colonia coralina.

## Mantenimiento
Es importante acertar desde un principio con la ubicación del coral. Este debe instalarse en la parte baja del acuario, con el esqueleto enterrado en arena gruesa  hasta la mitad aproximadamente . En caso de no instalarlo en la arena, lo colocaremos en el tercio inferior del acuario, teniendo especial cuidado con las rocas, para evitar que se dañen sus delicados tentáculos, ya que de ocurrir, corremos el riesgo de que coja alguna infección y se degenere rápidamente.
La iluminación debe ser media o alta, pero nunca colocarle justo debajo de la fuente principal de luz, ya que un exceso de iluminación puede conllevar la retracción del pólipo. La corriente debe ser suave.

## Galería

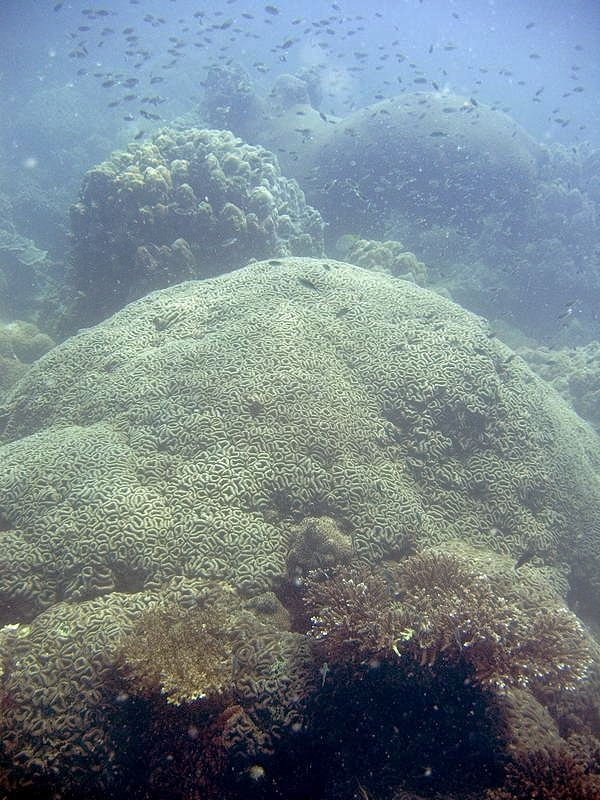
Lobophyllia corymbosa
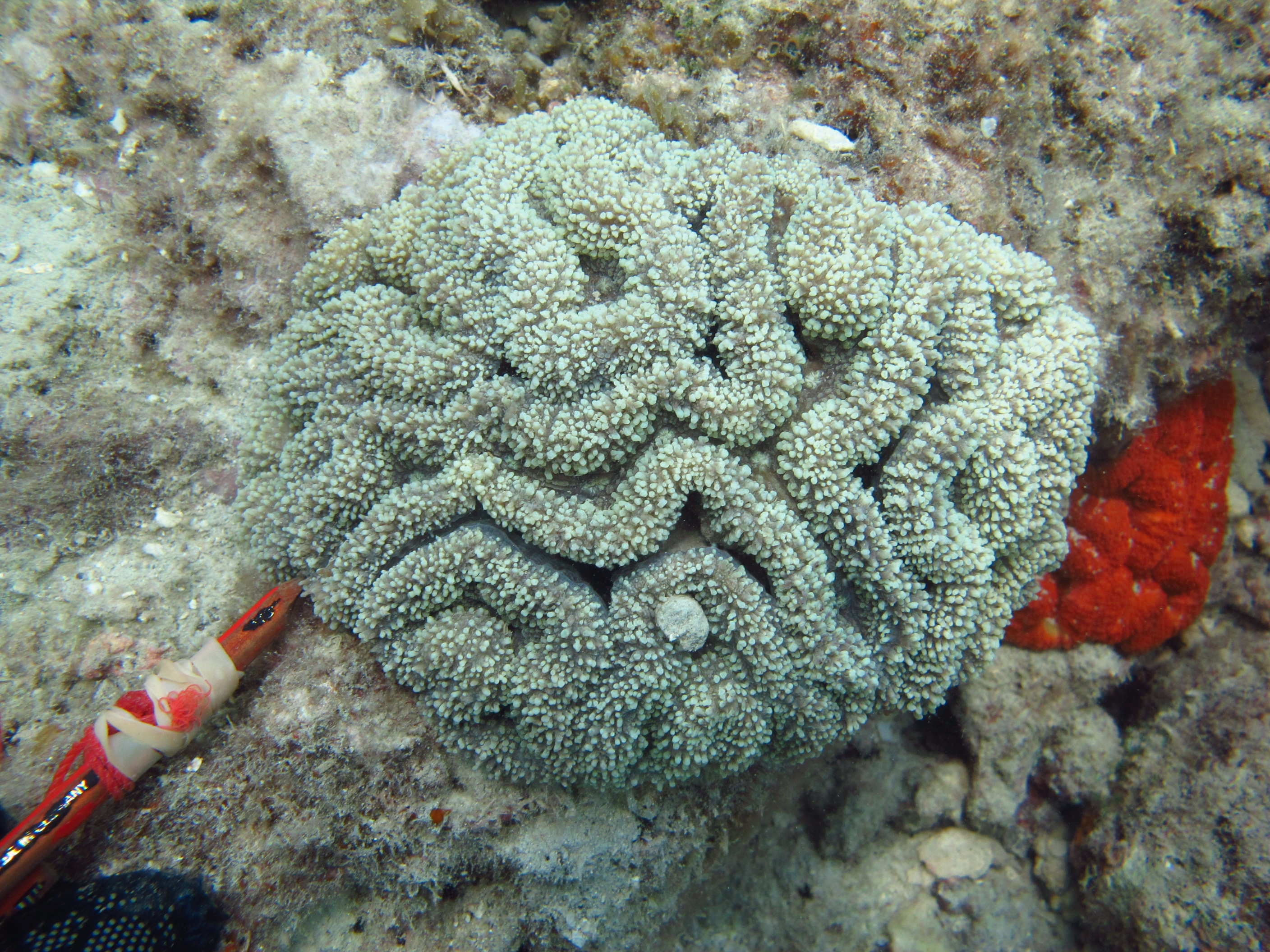
Lobophyllia flabelliformis
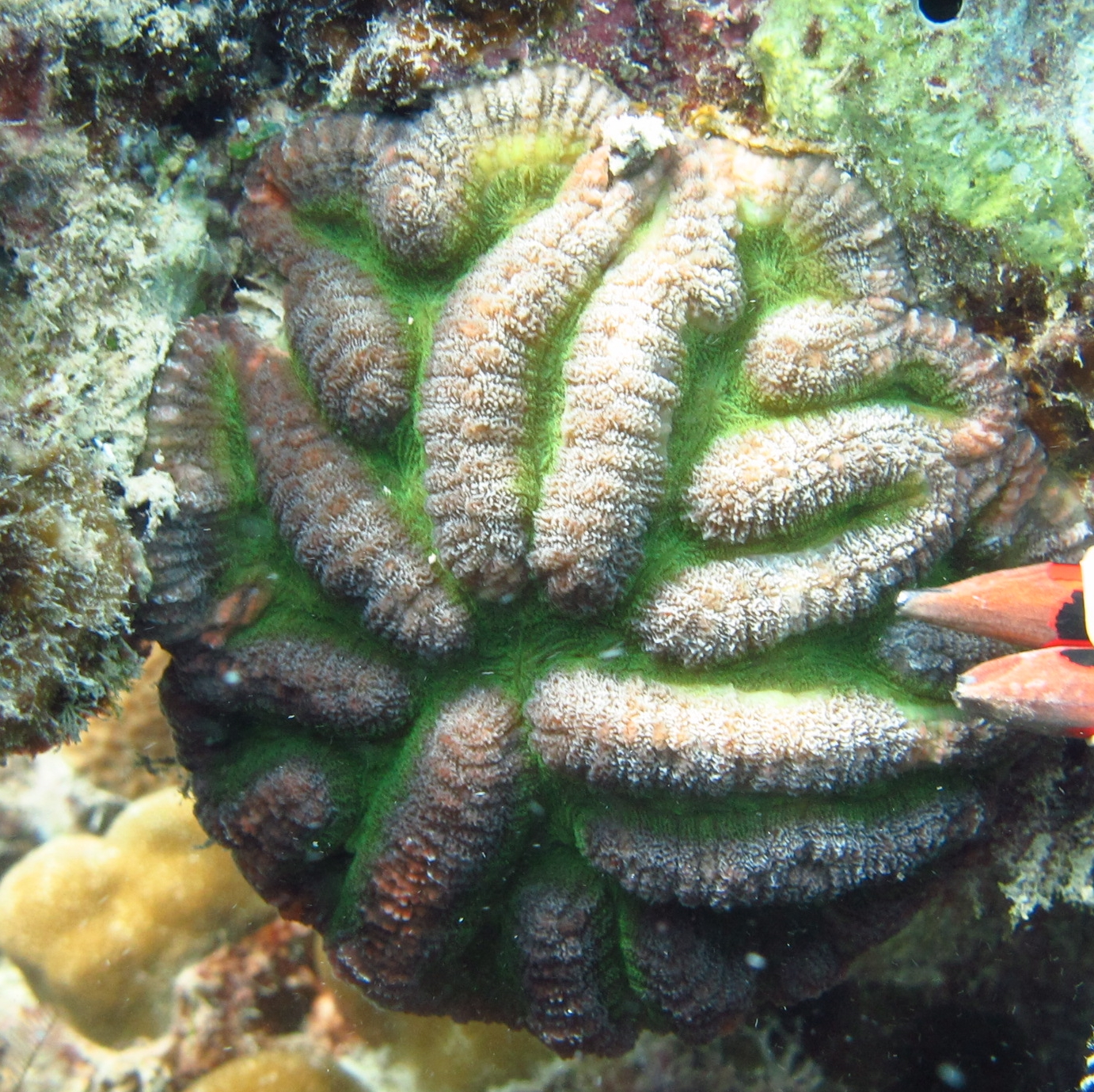
Lobophyllia hataii
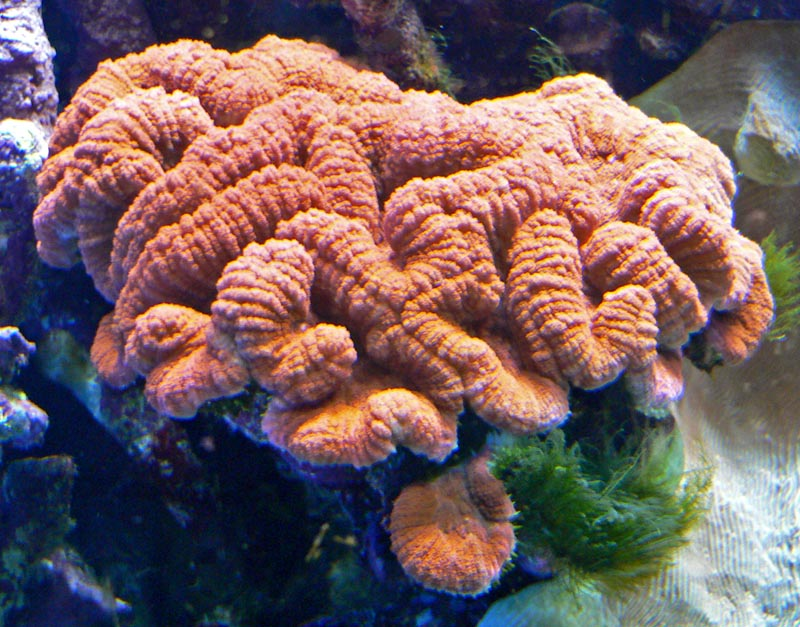
Lobophyllia hemprichii
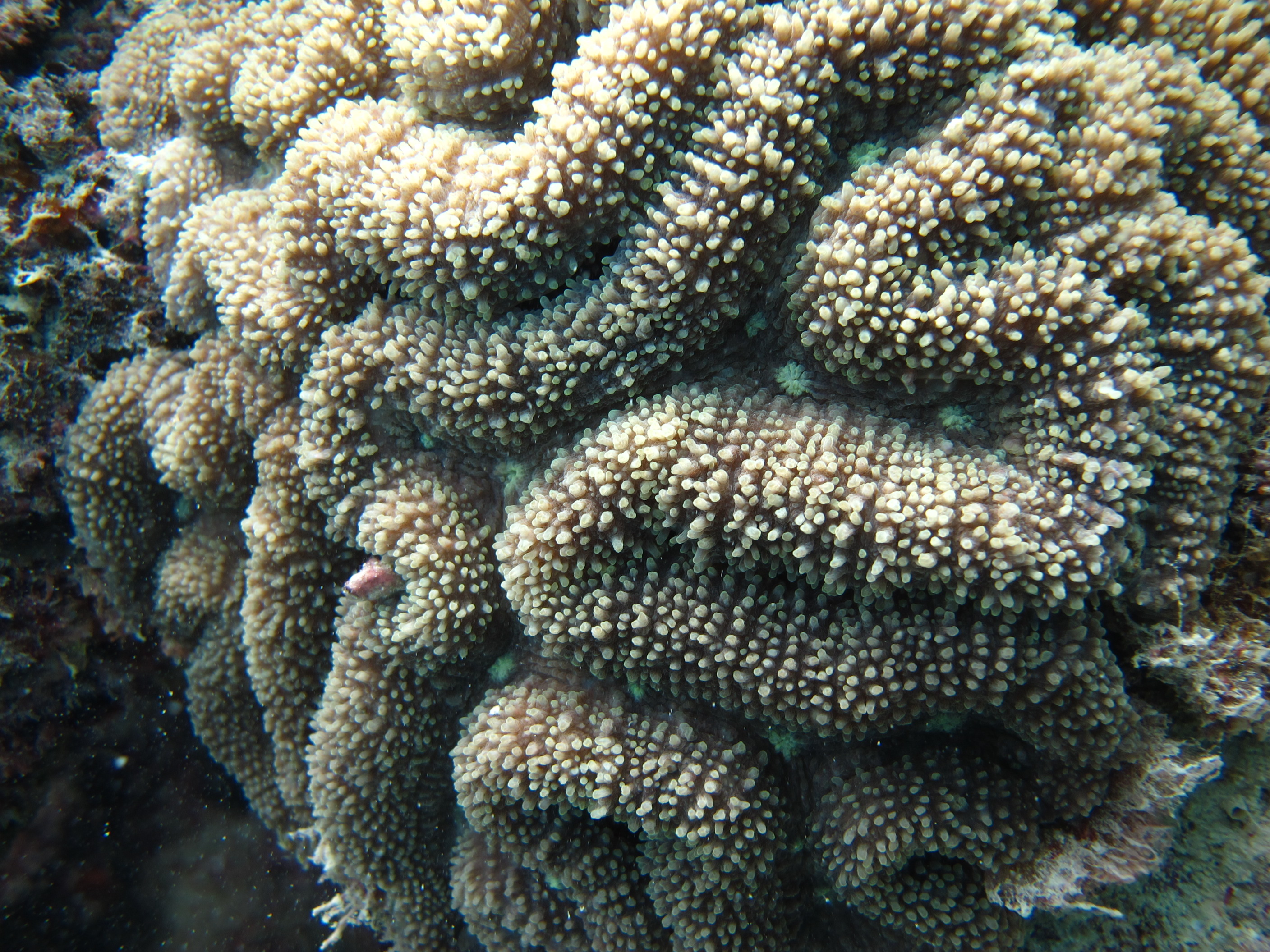
Lobophyllia robusta

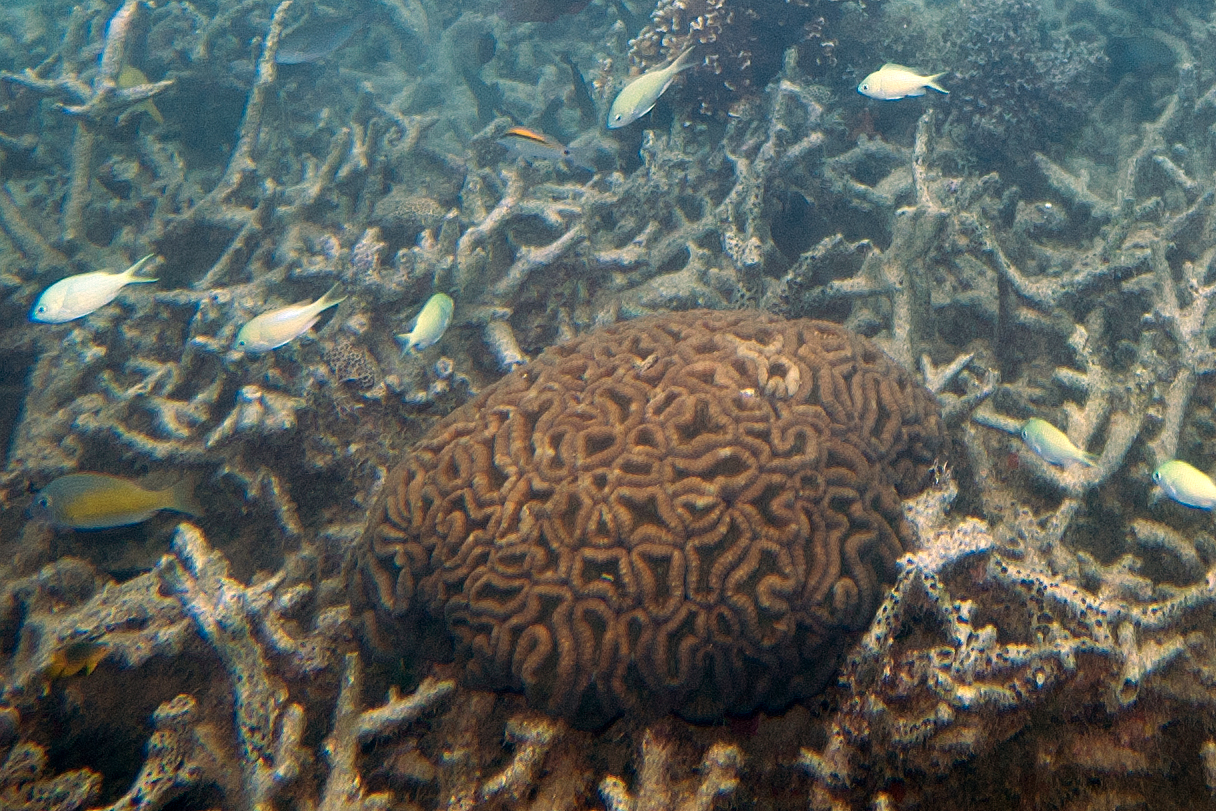
Lobophyllia en islas Fiyi
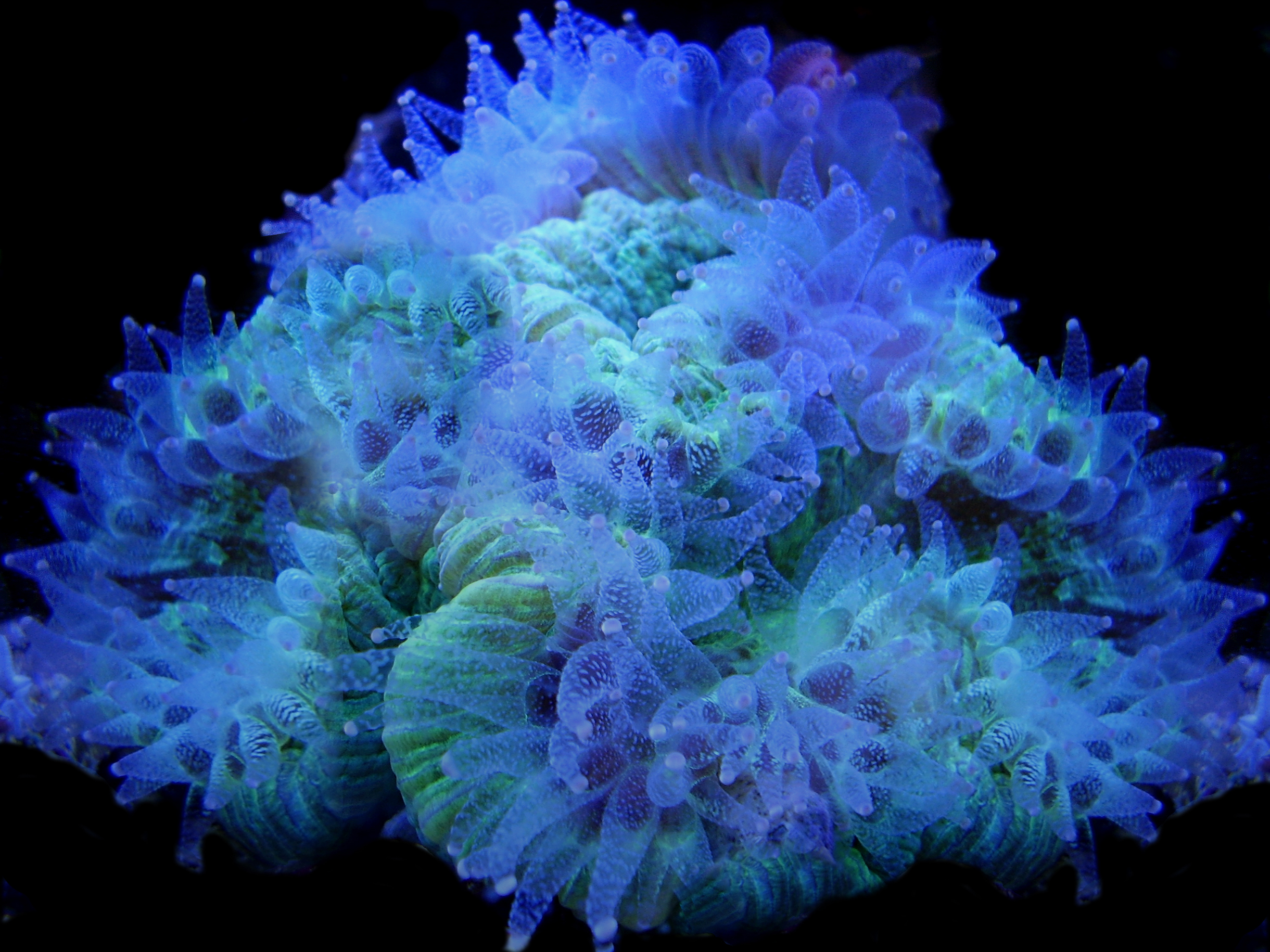
Lobophyllia con pólipos extendidos bajo luz actínica
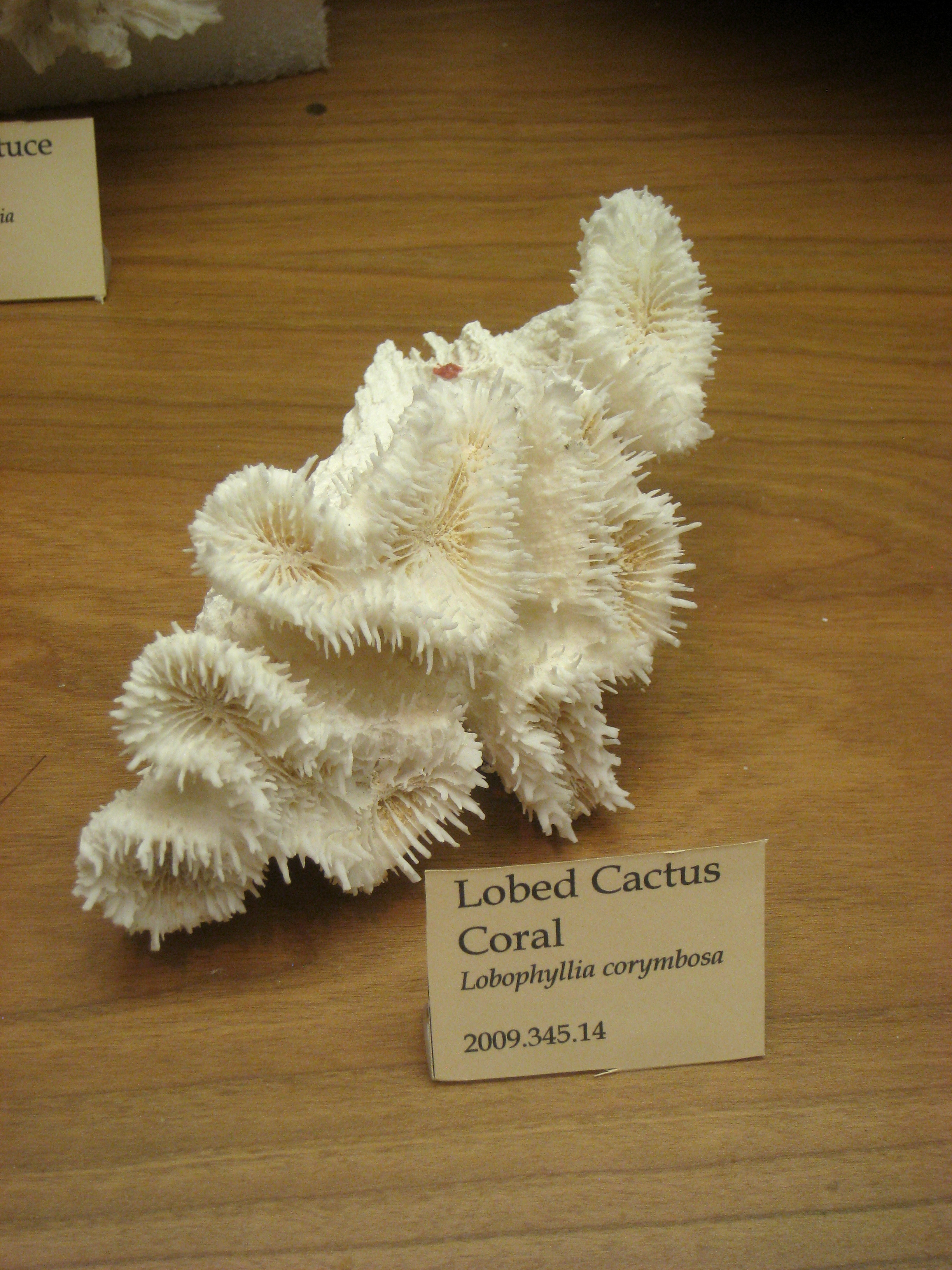
Esqueleto de Lobophyllia
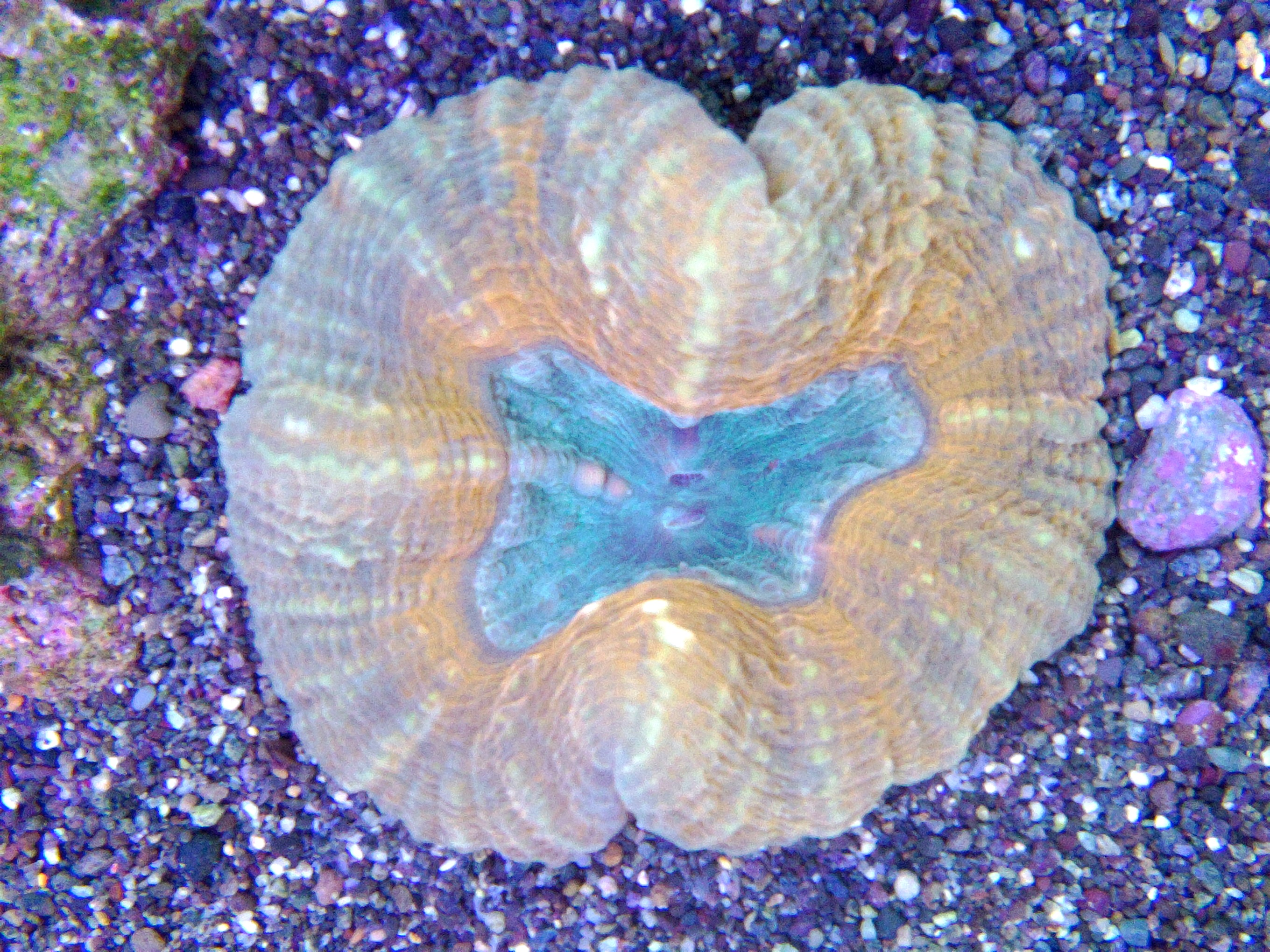
Pólipo de Lobophyllia sp. en acuario